# (7358) Oze
(7358) Oze (1995 YA3) – planetoida z grupy Amora okrążająca Słońce w ciągu 3,26 lat w średniej odległości 2,2 j.a. Odkryta 27 grudnia 1995 r.